# Excorallana longicornis
Excorallana longicornis är en kräftdjursart som beskrevs av Lemos de Castro 1960. Excorallana longicornis ingår i släktet Excorallana och familjen Corallanidae. Inga underarter finns listade i Catalogue of Life.